# Regiunea Marahoué
Regiunea Marahoué este una dintre cele 31 unități administrativ-teritoriale de gradul II ale statului Coasta de Fildeș.